# Club Patí Vilanova
Il Club Patí Vilanova, meglio noto come CP Vilanova o Vilanova, è un club di hockey su pista avente sede a Vilanova i la Geltrú. I suoi colori sociali sono il bianco e il verde.
Nella sua storia ha vinto in ambito nazionale tre Coppe del Re ed in ambito internazionale vanta una Coppa CERS.
La squadra disputa le proprie gare interne presso il Pavelló de les Casernes, a Vilanova i la Geltrú.

## Cronistoria
| Cronistoria del Club Patí Vilanova |
| --- |
| - 1951 · Fondazione della sezione di hockey su pista del Club Patí Vilanova. - 1951 · 2ª divisione campionato de Catalunya. - 1952 · 2ª divisione campionato de Catalunya. - 1953 · 2ª divisione campionato de Catalunya. - 1954 · 2ª divisione campionato de Catalunya. - 1955 · 2ª divisione campionato de Catalunya. - 1956 · 2ª divisione campionato de Catalunya. - 1957 · 2ª divisione campionato de Catalunya. - 1958 · 2ª divisione campionato de Catalunya. Promosso in 1ª divisione campionato de Catalunya. - 1959 · 10º in 1ª divisione campionato de Catalunya. - 1960 · 13º in 1ª divisione campionato de Catalunya. - 1961 · 14º in 1ª divisione campionato de Catalunya. - 1962 · 4º in 1ª divisione campionato de Catalunya. - 1963 · 6º in 1ª divisione campionato de Catalunya. - 1964 · Vince il campionato de Catalunya (1º titolo). Vince la Coppa del Generalissimo (1º titolo). - 1965 · 3º in 1ª divisione campionato de Catalunya. Eliminato in semifinale di Coppa del Generalissimo. - 1966 · Vince il campionato de Catalunya (2º titolo). Finalista di Coppa del Generalissimo. - 1967 · 7º in 1ª divisione campionato de Catalunya. Finalista di Coppa del Generalissimo. - 1968 · 2º in 1ª divisione campionato de Catalunya. Vince la Coppa del Generalissimo (2º titolo). - 1969 · 4º in 1ª divisione campionato de Catalunya. Eliminato ai quarti di finale di Coppa del Generalissimo. Eliminato in semifinale di Coppa dei Campioni. Ammesso alla División de Honor. - 1969-1970 · 13º in División de Honor. Retrocesso in Primera División. Eliminato agli ottavi di finale di Coppa del Generalissimo. - 1970-1971 · 4º in Primera División. - 1971-1972 · 5º in Primera División. Eliminato ai quarti di finale di Coppa del Generalissimo. - 1972-1973 · 1º in Primera División. Promosso in División de Honor. Eliminato ai quarti di finale di Coppa del Generalissimo. - 1973-1974 · 7º in División de Honor. Eliminato ai quarti di finale di Coppa del Generalissimo. - 1974-1975 · 5º in División de Honor. Eliminato agli ottavi di finale di Coppa del Generalissimo. - 1975-1976 · 2º in División de Honor. Vince la Coppa del Generalissimo (3º titolo). - 1976-1977 · 4º in División de Honor. Eliminato agli ottavi di finale di Coppa del Re. Finalista di Coppa dei Campioni. - 1977-1978 · 9º in División de Honor. - 1978-1979 · 13º in División de Honor. Retrocesso in Primera División. Eliminato agli ottavi di finale di Coppa del Re. - 1979-1980 · In Primera División. Eliminato agli ottavi di finale di Coppa del Re. - 1980-1981 · In Primera División. - 1981-1982 · In Primera División. Promosso in División de Honor. - 1982-1983 · 13º in División de Honor. Retrocesso in Primera División. - 1983-1984 · 15º in División de Honor. Retrocesso in Primera División. Eliminato ai quarti di finale di Coppa del Re. - 1984-1985 · In Primera División. - 1985-1986 · In Primera División. - 1986-1987 · In Primera División. - 1987-1988 · In Primera División. - 1988-1989 · In Primera División. Promosso in División de Honor. - 1989-1990 · 7º nel girone B 1ª fase, 5º nel girone retrocessione in División de Honor. Eliminato agli ottavi di finale di Coppa del Re. - 1990-1991 · 7º nel girone B 1ª fase, 7º nel girone retrocessione in División de Honor. Retrocesso in Primera División. - 1991-1992 · In Primera División. - 1992-1993 · In Primera División. Promosso in División de Honor. Eliminato agli ottavi di finale di Coppa del Re. - 1993-1994 · 12º in División de Honor. Retrocesso in Primera División. Eliminato al primo turno di Coppa del Re. - 1994-1995 · 8º nel girone B 1ª fase, 8º nel girone retrocessione in División de Honor. Retrocesso in Primera División. - 1995-1996 · In Primera División. - 1996-1997 · In Primera División. - 1997-1998 · In Primera División. - 1998-1999 · In Primera División. - 1999-2000 · In Primera División. - 2000-2001 · In Primera División. - 2001-2002 · In Primera División. Promosso in OK Liga. - 2002-2003 · 13º in OK Liga, eliminato al primo turno dei play-off. Eliminato in semifinale di Coppa del Re. - 2003-2004 · 10º in OK Liga. - 2004-2005 · 5º in OK Liga, eliminato ai quarti di finale dei play-off. Eliminato ai quarti di finale di Coppa del Re. - 2005-2006 · 5º in OK Liga, eliminato ai quarti di finale dei play-off. Eliminato ai quarti di finale di Coppa del Re. Finalista di Coppa CERS. - 2006-2007 · 5º in OK Liga, eliminato ai quarti di finale dei play-off. Eliminato ai quarti di finale di Coppa del Re. Vince la Coppa CERS (1º titolo). - 2007-2008 · 10º in OK Liga. Eliminato alla fase a gironi di Eurolega. Finalista di Coppa Continentale. - 2008-2009 · 11º in OK Liga. Eliminato alla fase a gironi di Eurolega. - 2009-2010 · 4º in OK Liga. Finalista di Coppa del Re. Eliminato ai quarti di finale di Coppa CERS. - 2010-2011 · 5º in OK Liga. Eliminato ai quarti di finale di Coppa del Re. Finalista di Coppa CERS. - 2011-2012 · 8º in OK Liga. Eliminato in semifinale di Coppa del Re. Eliminato in semifinale di Coppa CERS. - 2012-2013 · 12º in OK Liga. Eliminato ai quarti di finale di Coppa del Re. Eliminato in semifinale di Coppa CERS. - 2013-2014 · 16º in OK Liga. Retrocesso in Primera División. - 2014-2015 · In Primera División. - 2015-2016 · In Primera División. - 2016-2017 · In Primera División. - 2017-2018 · In Primera División. - 2018-2019 · In OK Liga Plata. - 2019-2020 · In OK Liga Plata. Stagione interrotta a causa della pandemia di COVID-19. - 2020-2021 · In OK Liga Plata. - 2021-2022 · In OK Liga Plata. |

## Palmarès

### Competizioni nazionali
3 trofei
- Coppa del Re: 3

1964, 1968, 1976

### Competizioni internazionali
1 trofeo
- Coppa CERS/WSE: 1

2006-2007

## Statistiche

### Partecipazioni ai campionati
| Livello | Categoria         | Partecipazioni | Debutto   | Ultima stagione | Totale |
| ------- | ----------------- | -------------- | --------- | --------------- | ------ |
| 1º      | División de Honor | 13             | 1969-1970 | 1994-1995       | 25     |
| 1º      | OK Liga           | 12             | 2002-2003 | 2013-2014       | 25     |
| 2º      | Primera División  | 24             | 1970-1971 | 2017-2018       | 28     |
| 2º      | OK Liga Plata     | 4              | 2018-2019 | 2021-2022       | 28     |

### Partecipazioni alla coppe nazionali
| Competizione                         | Partecipazioni | Debutto | Ultima stagione |
| ------------------------------------ | -------------- | ------- | --------------- |
| Coppa del Generalissimo/Coppa del Re | 27             | 1964    | 2013            |

### Partecipazioni alla coppe internazionali
| Competizione                                 | Partecipazioni | Debutto   | Ultima stagione |
| -------------------------------------------- | -------------- | --------- | --------------- |
| Coppa CERS/WSE                               | 6              | 2005-2006 | 2012-2013       |
| Coppa dei Campioni/Champions League/Eurolega | 4              | 1968-1969 | 2008-2009       |
| Supercoppa d'Europa/Coppa Continentale       | 1              | 2007-2008 | 2007-2008       |